# Division I 1996-1997
La Division I 1996-1997 è stata la 94ª edizione della massima serie del campionato belga di calcio disputata tra il settembre 1996 e il maggio 1997 e conclusa con la vittoria del Lierse SK, al suo quarto titolo.
Capocannoniere del torneo fu Robert Špehar (Club Bruges), con 26 reti.

## Formula
Come nella stagione precedente le squadre partecipanti furono 18 e disputarono un turno di andata e ritorno per un totale di 34 partite.
Le ultime due classificate retrocedettero in Division 2.
Le società ammesse alle coppe europee furono otto: la squadra campione si qualificò alla UEFA Champions League 1997-1998, tre alla Coppa UEFA 1997-1998, la vincitrice della coppa nazionale alla Coppa delle Coppe 1997-1998 e altre tre squadre alla coppa Intertoto 1997.

## Classifica finale
|    | Classifica      | G  | V  | N  | P  | GF | GS | Dif | Pt |
| -- | --------------- | -- | -- | -- | -- | -- | -- | --- | -- |
| 1  | Lierse          | 34 | 21 | 10 | 3  | 70 | 38 | 32  | 73 |
| 2  | Club Bruges     | 34 | 22 | 5  | 7  | 69 | 34 | 35  | 71 |
| 3  | R.E. Mouscron   | 34 | 17 | 10 | 7  | 60 | 38 | 22  | 61 |
| 4  | Anderlecht      | 34 | 16 | 10 | 8  | 59 | 36 | 23  | 58 |
| 5  | KFC Lommel      | 34 | 16 | 9  | 9  | 50 | 48 | 2   | 57 |
| 6  | Anversa         | 34 | 16 | 5  | 13 | 51 | 49 | 2   | 53 |
| 7  | Standard Liegi  | 34 | 16 | 2  | 16 | 55 | 55 | 0   | 50 |
| 8  | Genk            | 34 | 13 | 9  | 12 | 49 | 43 | 6   | 48 |
| 9  | Harelbeke       | 34 | 12 | 11 | 11 | 50 | 42 | 8   | 47 |
| 10 | Germinal Ekeren | 34 | 13 | 7  | 14 | 56 | 57 | -1  | 46 |
| 11 | Sint-Truiden    | 34 | 10 | 9  | 15 | 46 | 56 | -10 | 39 |
| 12 | Lokeren         | 34 | 10 | 8  | 16 | 41 | 57 | -16 | 38 |
| 13 | Charleroi       | 34 | 10 | 7  | 17 | 44 | 58 | -14 | 37 |
| 14 | Gent            | 34 | 10 | 6  | 18 | 44 | 58 | -14 | 36 |
| 15 | Eendracht Aalst | 34 | 8  | 12 | 14 | 44 | 55 | -11 | 36 |
| 16 | RWD Molenbeek   | 34 | 8  | 11 | 15 | 32 | 43 | -11 | 35 |
| 17 | Malines         | 34 | 7  | 10 | 17 | 33 | 55 | -22 | 31 |
| 18 | Cercle Bruges   | 34 | 6  | 9  | 19 | 36 | 67 | -31 | 27 |

### Verdetti
- Lierse campione del Belgio 1996-97.
- KV Mechelen e Cercle Brugge retrocesse in Division II.